# Coupe des Pays-Bas de football
La Coupe des Pays-Bas, dénommée officiellement « KNVB Beker » en néerlandais (ou « TOTO KNVB Beker » pour des raisons de parrainage avec TOTO), est une compétition annuelle de football à élimination directe, créée en 1898.
Elle est disputée par l'ensemble des clubs professionnels ainsi que par l'élite des clubs amateurs du pays. Le vainqueur de la compétition se qualifie pour la Ligue Europa et dispute le Johan Cruijff Schaal contre le champion national en lever de rideau de la saison suivante.

## Historique
Dès 1893, Hak Holdert soumet l'idée à la fédération néerlandaise d'organiser une coupe à élimination directe sur le modèle de la FA Cup. Si la NVAB apprécie l'idée, les clubs semblent peu enthousiastes. Il faudra attendre la saison 1898-1899 pour que la compétition voie le jour.

## Identité

Illustration de la KNVB Beker.

### Trophée et nom
Lors de sa création, la coupe prend le nom de son instigateur, Hak Holdert. La Holdert-Beker perdure jusqu'en 1944 lorsque Willem II remporte pour la dernière fois le trophée originel avant qu'il ne soit perdu. À la suite de cette disparition du trophée, une organisation de promotion du football aux Pays-Bas, l’Algemene Nederlandse Voetbalvereniging De Zwaluwen, offre en 1946 le trophée actuel à la KNVB. Il est mis en jeu pour la première fois en 1948, marquant alors le changement de nom de la compétition en KNVB Beker. La coupe change ensuite plusieurs fois de nom pour des raisons de sponsoring. Elle s'appelle successivement Amstel Cup de 1995 à 2005, Gatorade Cup lors de l'édition 2006, avant de retrouver le nom de KNVB Beker puis de TOTO KNVB Beker en raison d'un nouveau partenariat commercial en 2018. Cette même année, pour commémorer la centième édition de la compétition, une version dorée du trophée est spécialement fondue. Le trophée est surnommé De dennenappel (en français : « la pomme de pin ») en raison de sa forme particulière.

### Peignoirs de bain
Les joueurs de l'équipe vainqueur se voient offrir un peignoir de bain avant la remise de la coupe. Cette tradition tire son origine de la Zilveren Bal, un tournoi très populaire avant-guerre, où les vainqueurs recevaient à partir de 1912 un peignoir blanc. La tradition migre vers la coupe en 1969 lorsque Feyenoord la remporte et effectue son tour d'honneur dans cette tenue. Le peignoir de bain n'est aujourd'hui plus forcément blanc, il a par exemple été rouge sous l'influence d'Amstel, sponsor de la compétition.

### Lieu de la finale
Au cours de son histoire la finale de la coupe s'est jouée à plusieurs endroits à travers les Pays-Bas. La première aurait dû être jouée à Utrecht mais fut finalement disputée à Heemstede. N'étant généralement jamais disputée plusieurs années consécutivement dans le même stade, la KNVB tente d'imposer De Kuip comme stade hôte pour les prochaines finales à partir de 1971, mais dès 1977, l'apothéose est à nouveau délocalisée. Il est alors décidé d'alterner entre Amsterdam et Rotterdam. Finalement, la finale ne se joue plus qu'au Kuip de Rotterdam depuis 1989, à l'exception de l'édition de 2010 qui s'est jouée dans un format aller-retour à l'Amsterdam ArenA et à De Kuip pour des raisons de sécurité et d'interdiction de déplacement de supporters.

## Organisation

### Équipes participantes
Les clubs professionnels participants à l'Eredivisie et à l'Eerste Divisie sont automatiquement qualifiés pour la compétition. Les équipes amateurs des deux plus hautes divisions amateurs nationales, la Tweede Divisie et la Derde Divisie (correspondant aux troisième et quatrième divisions) doivent passer par une série de deux tours préliminaires en compagnie des demi-finalistes des six Districtsbeker de la saison précédente. La compétition proprement dite débute avec l'entrée en lice des clubs professionnels lors du premier tour.

## Palmarès
| Saison                       | Vainqueur                                                 | Score                                                     | Finaliste                                                 |
| ---------------------------- | --------------------------------------------------------- | --------------------------------------------------------- | --------------------------------------------------------- |
| 1899                         | RAP Amsterdam                                             | 1 - 0 ap                                                  | HVV La Haye                                               |
| 1900                         | Velocitas Breda                                           | 3 - 1                                                     | Ajax Leiden                                               |
| 1901                         | HBS La Haye                                               | 4 - 3                                                     | RAP Amsterdam                                             |
| 1902                         | Haarlem                                                   | 2 - 1                                                     | HBS La Haye                                               |
| 1903                         | HVV La Haye                                               | 6 - 1                                                     | HBS La Haye                                               |
| 1904                         | HFC                                                       | 3 - 1                                                     | HVV La Haye                                               |
| 1905                         | VOC Rotterdam                                             | 3 - 0                                                     | HBS La Haye 2                                             |
| 1906                         | Concordia Delft                                           | 3 - 2                                                     | Volharding Amsterdam                                      |
| 1907                         | VOC Rotterdam                                             | 4 - 3 ap                                                  | Voorwaarts La Haye                                        |
| 1908                         | HBS La Haye 2                                             | 3 - 1                                                     | VOC Rotterdam 2                                           |
| 1909                         | Quick La Haye 2                                           | 2 - 0                                                     | VOC Rotterdam                                             |
| 1910                         | Quick La Haye 2                                           | 2 - 0                                                     | HVV La Haye 2                                             |
| 1911                         | Quick La Haye                                             | 1 - 0                                                     | Haarlem                                                   |
| 1912                         | Haarlem                                                   | 2 - 0                                                     | Vitesse Arnhem                                            |
| 1913                         | HFC (2)                                                   | 4 - 1                                                     | DFC Dordrecht                                             |
| 1914                         | DFC Dordrecht                                             | 3 - 2                                                     | Haarlem                                                   |
| 1915                         | HFC (3)                                                   | 1 - 0                                                     | HBS La Haye                                               |
| 1916                         | Quick La Haye                                             | 2 - 1 ap                                                  | HBS La Haye                                               |
| 1917                         | Ajax Amsterdam                                            | 5 - 0                                                     | VSV Velsen                                                |
| 1918                         | RCH Haarlem                                               | 2 - 1                                                     | VVA Amsterdam                                             |
| 1919                         | Non jouée                                                 | Non jouée                                                 | Non jouée                                                 |
| 1920                         | CVV                                                       | 2 - 1                                                     | VUC La Haye                                               |
| 1921                         | Schoten Haarlem                                           | 2 - 1                                                     | RVC                                                       |
| 1922                         | Non jouée                                                 | Non jouée                                                 | Non jouée                                                 |
| 1923                         | Non jouée                                                 | Non jouée                                                 | Non jouée                                                 |
| 1924                         | Non jouée                                                 | Non jouée                                                 | Non jouée                                                 |
| 1925                         | ZFC Zaadam                                                | 5 - 1                                                     | Xerxes                                                    |
| 1926                         | LONGA Tilburg                                             | 5 - 2                                                     | De Spartaan Amsterdam                                     |
| 1927                         | VUC La Haye                                               | 3 - 1                                                     | Vitesse Arnhem                                            |
| 1928                         | RCH                                                       | 2 - 0                                                     | PEC Zwolle                                                |
| 1929                         | Non jouée                                                 | Non jouée                                                 | Non jouée                                                 |
| 1930                         | Feijenoord Rotterdam                                      | 1 - 0                                                     | Excelsior Rotterdam                                       |
| 1931                         | Non jouée                                                 | Non jouée                                                 | Non jouée                                                 |
| 1932                         | DFC Dordrecht                                             | 5 - 4 ap                                                  | PSV Eindhoven                                             |
| 1933                         | Non jouée                                                 | Non jouée                                                 | Non jouée                                                 |
| 1934                         | Velocitas Groningue                                       | 3 - 2 ap                                                  | Feijenoord Rotterdam                                      |
| 1935                         | Feijenoord Rotterdam (2)                                  | 5 - 2                                                     | Helmond                                                   |
| 1936                         | Roermond                                                  | 4 - 2                                                     | KFC Koog aan de Zaan                                      |
| 1937                         | Eindhoven VV                                              | 1 - 0                                                     | De Spartaan Amsterdam                                     |
| 1938                         | VSV Velsen                                                | 4 - 1                                                     | AGOVV Apeldoorn                                           |
| 1939                         | WVV Wageningen                                            | 2 - 1 ap                                                  | PSV Eindhoven                                             |
| 1940                         | Non jouée                                                 | Non jouée                                                 | Non jouée                                                 |
| 1941                         | Non jouée                                                 | Non jouée                                                 | Non jouée                                                 |
| 1942                         | Non jouée                                                 | Non jouée                                                 | Non jouée                                                 |
| 1943                         | Ajax Amsterdam (2)                                        | 3 - 2                                                     | DFC Dordrecht                                             |
| 1944                         | Willem II Tilburg                                         | 9 - 2                                                     | Groene Ster Heerlerheide                                  |
| 1945                         | Non jouée                                                 | Non jouée                                                 | Non jouée                                                 |
| 1946                         | Non jouée                                                 | Non jouée                                                 | Non jouée                                                 |
| 1947                         | Non jouée                                                 | Non jouée                                                 | Non jouée                                                 |
| 1948                         | WVV Wageningen                                            | 0 - 0 (2 - 1 tab)                                         | DWV Amsterdam                                             |
| 1949                         | Quick Nimègue                                             | 0 - 0 (2 - 1 tab)                                         | Hemondia Helmond                                          |
| 1950                         | PSV Eindhoven                                             | 4 - 3 ap                                                  | Haarlem                                                   |
| Non jouée entre 1951 et 1956 |                                                           |                                                           |                                                           |
| 1957                         | Fortuna '54 Geleen                                        | 4 - 2                                                     | Feijenoord Rotterdam                                      |
| 1958                         | Sparta Rotterdam                                          | 4 - 3                                                     | RKSV Volendam                                             |
| 1959                         | VVV Venlo                                                 | 4 - 1                                                     | ADO La Haye                                               |
| 1960                         | Non joué                                                  | Non joué                                                  | Non joué                                                  |
| 1961                         | Ajax Amsterdam (3)                                        | 3 - 0                                                     | NAC Breda                                                 |
| 1962                         | Sparta Rotterdam                                          | 1 - 0 ap                                                  | DHC Delft                                                 |
| 1963                         | Willem II Tilburg                                         | 3 - 0                                                     | ADO La Haye                                               |
| 1964                         | Fortuna '54 Geleen                                        | 0 - 0 (4 - 3 tab)                                         | ADO La Haye                                               |
| 1965                         | Feijenoord Rotterdam (3)                                  | 1 - 0                                                     | Go Ahead Eagles                                           |
| 1966                         | Sparta Rotterdam                                          | 1 - 0                                                     | ADO La Haye                                               |
| 1967                         | Ajax Amsterdam (4)                                        | 2 - 1 ap                                                  | NAC Breda                                                 |
| 1968                         | ADO La Haye                                               | 2 - 1                                                     | Ajax Amsterdam                                            |
| 1969                         | Feijenoord Rotterdam (4)                                  | 2 - 1 ap 2 - 0                                            | PSV Eindhoven                                             |
| 1970                         | Ajax Amsterdam (5)                                        | 2 - 0                                                     | PSV Eindhoven                                             |
| 1971                         | Ajax Amsterdam (6)                                        | 2 - 2 ap 2 - 1                                            | Sparta Rotterdam                                          |
| 1972                         | Ajax Amsterdam (7)                                        | 3 - 2                                                     | FC La Haye ADO                                            |
| 1973                         | NAC Breda                                                 | 2 - 0                                                     | NEC Nimègue                                               |
| 1974                         | PSV Eindhoven (2)                                         | 6 - 0                                                     | NAC Breda                                                 |
| 1975                         | FC La Haye ADO                                            | 1 - 0                                                     | FC Twente                                                 |
| 1976                         | PSV Eindhoven (3)                                         | 1 - 0 ap                                                  | Roda JC                                                   |
| 1977                         | FC Twente                                                 | 3 - 0                                                     | PEC Zwolle                                                |
| 1978                         | AZ Alkmaar                                                | 1 - 0                                                     | Ajax Amsterdam                                            |
| 1979                         | Ajax Amsterdam (8)                                        | 1 - 1 ap 3 - 0                                            | FC Twente                                                 |
| 1980                         | Feyenoord Rotterdam (5)                                   | 3 - 1                                                     | Ajax Amsterdam                                            |
| 1981                         | AZ Alkmaar (2)                                            | 3 - 1                                                     | Ajax Amsterdam                                            |
| 1982                         | AZ Alkmaar (3)                                            | 0 - 1 5 - 1                                               | FC Utrecht                                                |
| 1983                         | Ajax Amsterdam (9)                                        | 3 - 1 3 - 1                                               | NEC Nimègue                                               |
| 1984                         | Feyenoord Rotterdam (6)                                   | 1 - 0                                                     | Fortuna Sittard                                           |
| 1985                         | FC Utrecht                                                | 1 - 0                                                     | Helmond Sport                                             |
| 1986                         | Ajax Amsterdam (10)                                       | 3 - 0                                                     | RBC Roosendaal                                            |
| 1987                         | Ajax Amsterdam (11)                                       | 4 - 2 ap                                                  | FC La Haye ADO                                            |
| 1988                         | PSV Eindhoven (4)                                         | 3 - 2 ap                                                  | Roda JC                                                   |
| 1989                         | PSV Eindhoven (5)                                         | 4 - 1                                                     | FC Groningue                                              |
| 1990                         | PSV Eindhoven (6)                                         | 1 - 0                                                     | Vitesse Arnhem                                            |
| 1991                         | Feyenoord Rotterdam (7)                                   | 1 - 0                                                     | FC Den Bosch                                              |
| 1992                         | Feyenoord Rotterdam (8)                                   | 3 - 0                                                     | Roda JC                                                   |
| 1993                         | Ajax Amsterdam (12)                                       | 6 - 2                                                     | SC Heerenveen                                             |
| 1994                         | Feyenoord Rotterdam (9)                                   | 2 - 1                                                     | NEC Nimègue                                               |
| 1995                         | Feyenoord Rotterdam (10)                                  | 2 - 1                                                     | FC Volendam                                               |
| 1996                         | PSV Eindhoven (7)                                         | 5 - 2                                                     | Sparta Rotterdam                                          |
| 1997                         | Roda JC                                                   | 4 - 2                                                     | SC Heerenveen                                             |
| 1998                         | Ajax Amsterdam (13)                                       | 5 - 0                                                     | PSV Eindhoven                                             |
| 1999                         | Ajax Amsterdam (14)                                       | 2 - 0                                                     | Fortuna Sittard                                           |
| 2000                         | Roda JC (2)                                               | 2 - 0                                                     | NEC Nimègue                                               |
| 2001                         | FC Twente (2)                                             | 0 - 0 (4 - 3 tab)                                         | PSV Eindhoven                                             |
| 2002                         | Ajax Amsterdam (15)                                       | 3 - 2 ap                                                  | FC Utrecht                                                |
| 2003                         | FC Utrecht (2)                                            | 4 - 1                                                     | Feyenoord Rotterdam                                       |
| 2004                         | FC Utrecht (3)                                            | 1 - 0                                                     | FC Twente                                                 |
| 2005                         | PSV Eindhoven (8)                                         | 4 - 0                                                     | Willem II Tilburg                                         |
| 2006                         | Ajax Amsterdam (16)                                       | 2 - 1                                                     | PSV Eindhoven                                             |
| 2007                         | Ajax Amsterdam (17)                                       | 1 - 1 (8 - 7 tab)                                         | AZ Alkmaar                                                |
| 2008                         | Feyenoord Rotterdam (11)                                  | 2 - 0                                                     | Roda JC                                                   |
| 2009                         | SC Heerenveen                                             | 2 - 2 (5 - 4 tab)                                         | FC Twente                                                 |
| 2010                         | Ajax Amsterdam (18)                                       | 2 - 0 4 - 1                                               | Feyenoord Rotterdam                                       |
| 2011                         | FC Twente (3)                                             | 3 - 2 ap                                                  | Ajax Amsterdam                                            |
| 2012                         | PSV Eindhoven (9)                                         | 3 - 0                                                     | Heracles Almelo                                           |
| 2013                         | AZ Alkmaar (4)                                            | 2 - 1                                                     | PSV Eindhoven                                             |
| 2014                         | PEC Zwolle                                                | 5 - 1                                                     | Ajax Amsterdam                                            |
| 2015                         | FC Groningue                                              | 2 - 0                                                     | PEC Zwolle                                                |
| 2016                         | Feyenoord Rotterdam (12)                                  | 2 - 1                                                     | FC Utrecht                                                |
| 2017                         | Vitesse Arnhem                                            | 2 - 0                                                     | AZ Alkmaar                                                |
| 2018                         | Feyenoord Rotterdam (13)                                  | 3 - 0                                                     | AZ Alkmaar                                                |
| 2019                         | Ajax Amsterdam (19)                                       | 4 - 0                                                     | Willem II Tilburg                                         |
| 2020                         | Abandon en raison de la pandémie de Covid-19 aux Pays-Bas | Abandon en raison de la pandémie de Covid-19 aux Pays-Bas | Abandon en raison de la pandémie de Covid-19 aux Pays-Bas |
| 2021                         | Ajax Amsterdam (20)                                       | 2 - 1                                                     | Vitesse Arnhem                                            |
| 2022                         | PSV Eindhoven (10)                                        | 2 - 1                                                     | Ajax Amsterdam                                            |
| 2023                         | PSV Eindhoven (11)                                        | 1 - 1 (3 - 2 tab)                                         | Ajax Amsterdam                                            |
| 2024                         | Feyenoord Rotterdam (14)                                  | 1 - 0                                                     | NEC Nimègue                                               |
| 2025                         | Go Ahead Eagles (1)                                       | 1-1 (4 - 2 tab)                                           | AZ Alkmaar                                                |

1. 1 2 3  Match rejoué.
2. 1 2 3  Confrontation en deux manches.

## Bilan
| Clubs | Titres |
| Ajax Amsterdam | 20     |
| Feyenoord Rotterdam | 14     |
| PSV Eindhoven | 11     |
| AZ Alkmaar | 4      |
| Haarlemsche FC, Quick La Haye, Sparta Rotterdam, FC Twente, FC Utrecht | 3      |
| FC Dordrecht, Fortuna Sittard, HFC Haarlem, Quick 2, RCH, Roda JC, Velocitas, VOC, WVV Wageningen, Willem II Tilburg | 2      |
| ADO La Haye, Concordia Delft, CVV, FC Eindhoven, FC Groningue, FC La Haye, HBS, HBS 2, HVV, LONGA, NAC Breda, PEC Zwolle, RAP, RFC Roermond, Schoten Haarlem, Vitesse Arnhem, VSV, VUC, VVV-Venlo, ZFC, Sc Heerenveen, Go Ahead Eagles | 1      |